# لاسي نيلسن (راكب الكنو)
لاسي نيلسن هو راكب الكنو دنماركي، ولد في 10 يوليو 1984.

## وصلات خارجية
- لاسي نيلسن على موقع أوليمبيديا (الإنجليزية)